# Willy Caballero
 Wilfredo Daniel “Willy” Caballero Lazcano  (født 28. september 1981 i Santa Elena, Argentina), er en argentinsk fodboldspiller (målmand). Han spiller for den engelske Premier League-klub Chelsea, som han har repræsenteret siden 2017.

## Klubkarriere
På klubplan startede Caballero sin karriere hos Buenos Aires-storklubben Boca Juniors, inden han i 2004 skiftede til Elche i den næstbedste spanske liga, Segunda División. Han spillede næsten 200 ligakampe for klubben før han i 2011 skiftede til La Liga-klubben Málaga.
Hos Málaga var Caballero førstemålmand i tre sæsoner, og var blandt andet med til at nå kvarfinalen i Champions League 2012-13. I sommeren 2014 blev han solgt for en pris på 4,4 millioner britiske pund til engelske Manchester City, hvor han blev genforenet med sin gamle Málaga-træner, Manuel Pellegrini.
Caballero spillede de følgende tre år hos Manchester City, og var med til at vinde Liga Cuppen med klubben I 2016. I sommeren 2017 skiftede han på en fri transfer til ligarivalerne Chelsea.

## Landshold
Caballerostår (pr. maj 2018) noteret for to kampe for det argentinske landshold, som han debuterede for som 36-årig, 23. marts 2018, i en venskabskamp mod Italien.Forinden havde han været ubrugt reserve i mange tilfælde, blandt andet ved Confederations Cup 2005 i Tyskland. Han var også med et særligt OL-landshold med til at vinde guld ved OL 2004 i Athen. Han var en del af den argentinske trup tilVM 2018 i Rusland.